# She's the Sun
She's The Sun (Ona je slunce) je píseň německé skupiny Scooter z alba Sheffield z roku 2000. Jako singl vyšla píseň v roce 2000. Scooter zkusili experimentovat, ale píseň nebyla přijata tak dobře, jak očekávali. Singlu vyšlo pouze 77 777 kusů, z nichž prvních 1 500 bylo s videoklipem a H.P.ho komentáři.

## Seznam skladeb
1. She's The Sun (Radio Edit) – (3:47)
2. She's The Sun (Extended) – (4:51)
3. Sunrise (Ratty's Inferno) – (5:41)